# Дачжу Хуэйхай
Дачжу Хуэйхай (кит. 大珠慧海, годы жизни неизвестны) — мастер Северной школы чань-буддизма в Китае эпохи династии Тан. Обычно называется учеником Мацзу Даои, но возможно, был его предшественником. По оценкам он жил около 788 года.
Известен трактатом «Необходимые врата на пути к истине посредством мгновенного пробуждения».